# Macrocalcara
Macrocalcara is een geslacht van vlinders van de familie tastermotten (Gelechiidae).

## Soorten
- M. sporima Janse, 1960
- M. undina (Meyrick, 1921)